# Paobius vagrans
Paobius vagrans är en mångfotingart som beskrevs av Chamberlin 1916. Paobius vagrans ingår i släktet Paobius och familjen stenkrypare. Inga underarter finns listade i Catalogue of Life.